# Eunidia fuscosignata
Eunidia fuscosignata là một loài bọ cánh cứng trong họ Cerambycidae.